# 走狗
走狗，汉语词汇。本指猎狗，最早见于《晏子春秋》，今多用于比喻受人豢养而帮助作恶之人、谄媚的人或阿谀奉承的人。

## 本义
中文中的“走狗”一词，最早见于《晏子春秋·谏下二三》的“景公走狗死，公令外共之棺，内给之祭。”此外，《史记·越世家》中有“飞鸟尽，良弓藏；狡兔死，走狗烹”，《战国策·齐策四》中有“世无东郭逡、卢氏之狗，王之走狗已具矣”等记载，其中的“走狗”均指猎狗。不过在“狡兔死，走狗烹”一句中已经开始用“走狗”喻指替人效力者。此外，走狗在古代还有纵狗打猎的意思，如在董仲舒《春秋繁露》中的“臂鹰走狗，驰逐为乐”、“博戏斗鸡，走狗弄马”中“走狗”便是一个述宾短语。根据任丹《也释“走狗”》一文统计，在《晏子春秋》《吕氏春秋》《春秋繁露》《史记》《水经注》《三国志》等唐代以前的重要文献中，“走狗”一词仅出现有27例，表示“猎犬”的有5例，其中2例引申为“形容奔走效劳者”；另外22例均为“纵狗行猎活动”含义。

## 贬义化
到明朝，“走狗”一词开始用于描述身份地位卑微低贱者对上级的一种顺服和等级心理展现，如《明经世交编》中“武臣犹走狗也，驱之则前耳”，《万历野获编》中“往时浙弁牛姓者，官副总兵，上揭张永嘉相公，自称走狗爬见。”其后，“走狗”发展出两个不同的含义：一个被用于自谦，如郑板桥印章刻文的“青藤门下走狗”便是表达对徐渭敬佩的自称谦词，齐白石也曾作诗称愿为徐渭、吴昌硕和朱耷三家门下走狗；另一个则用于贬称那些阿谀奉承的人，讨好、巴结上司的谄媚之人，以及引申为“那些受人豢养的帮凶”，如《甲申纪事》中的“其伯父周应秋、周维持皆为魏忠贤走狗” ，《明季甲乙汇编》中的“縯祚为吴甡走狗”，《金云翘传》中的“你却叫我投降，甘为走狗，摇尾乞怜，受那文官的鸟气！”等。《辞源》在解释“走狗”一词“后来也比喻受人豢养的爪牙”时曾引用明代小说《牟尼合记贞窜》中“你元来掉转脸皮，与封其部那厮做走狗了。这样的小人！”一句来证明。可见至少到明代“走狗”一词已被用于骂人。
随着“走狗”贬义用法的逐渐稳固，其中性义或褒义被人们逐渐排斥使用，以避免产生不好的联想或影响，贬义用法越发占有优势，并最终成为核心义项。到清朝，“走狗”的贬义用法已经趋向成熟。例如，郑板桥曾因袁枚在《随园诗话》中吹捧高官毕沅母亲的诗作而将袁枚骂作“斯文走狗”，以及蒲松龄《聊斋志异·田七郎》中的“操杖隶皆绅家走狗”，《九尾龟》中的“祁观察手下的那几个走狗”，《八仙得道传》中的“赵公子和他身边的一群走狗”，《绿野仙踪》中的“系中堂严嵩门下最能办事的一个走狗”，《隋唐演义》中的“安禄山，你做张守珪的走狗”，《桃花扇·听稗》中的“正排着低品走狗奴才队”等等。

## 近现代用法
1930年，《拓荒者》第二期刊载冯乃超文章《阶级社会的艺术》，认为梁实秋的理论有利于资本家对工人的剥削因而是替资本家来说教，称梁实秋为“资本家的走狗”。随后，梁实秋发表回应文章《“资本家的走狗”》质疑这一说法，称“大凡做走狗的都是想讨主子的欢心因而得到一点点恩惠”，不知道自己的主子是谁，将“走狗”回赠左翼作家，文中特别提到“鲁迅先生”，暗指左翼作家拿了苏联的卢布。而后，鲁迅发表杂文《“丧家的”“资本家的乏走狗”》予以反击，文中称梁实秋为“丧家的”“资本家的乏走狗”，指其为“遇见所有的阔人都驯良，遇见所有的穷人都狂吠”的没有主子“流浪狗”。鲁迅的这一文章被中国大陆收入中学教材，强化了“走狗”贬义的用法。如在中国大陆拍摄的抗日战争题材电影中，汉奸、特务、日本翻译等都被统称为“走狗”。1970年5月20日，毛泽东发表了《全世界人民团结起来，打败美国侵略者及其一切走狗》的声明，抨击美国对印度支那三国的侵略行为，支持三国人民的反侵略斗争。
2001年，西祠胡同开设名为“王小波门下走狗大同盟”的文学BBS讨论版，王小波的崇拜者、追随者和书迷将“门下走狗”视为一个荣誉头衔。2002年，在王小波逝世五周年时候，文集《王小波门下走狗》出版。香港男歌手周柏豪2010年歌曲〈走狗〉讲的则是男主角希望能像一只顺从的狗，朝朝暮暮陪伴在女主角左右。“走狗”延伸出“虔诚追随某人的人”的褒义含义新用法。

## 备注
1. ↑  有资料称是到宋元时期，因民族矛盾激化，“走狗”一词被用来指称受主人豢养的爪牙、谄媚的人或阿谀奉承的人[2]